# Donnie O’Sullivan
Donncha Eamonn „Donnie“ O’Sullivan (* 9. April 1984 in Dublin, Irland) ist ein im deutschen Sprachraum tätiger irischer Moderator, Fernsehautor, Musikproduzent, Stimmenimitator, Podcaster, Redakteur, Grafikdesigner, Livestreamer und Werbetexter.

## Leben
O’Sullivan kam als Siebenjähriger gemeinsam mit seiner älteren Schwester und seiner Mutter nach Tübingen, wo er auch aufwuchs. Sein Onkel Tom Kitt ist Politiker und war u. a. als Minister of State im irischen Außenministerium tätig, sein Cousin ist der irische Musiker David Kitt.
Nach dem Abitur machte er die Ausbildung zum Mediengestalter. Er arbeitete als Mediendesigner für Magix Software und später als Grafikdesigner für die Fernsehsender Nickelodeon, Comedy Central und für MTV Germany, die deutsche Version des Fernsehsenders MTV.
An der Universität der Künste Berlin studierte er von 2010 bis 2014 Design und visuelle Kommunikation und schloss das Studium mit dem Bachelor of Arts ab. Er wurde unter anderem später Artdirector und als Autor und TV-Producer tätig. Für die Produktionsfirma Endemol und die Fernsehsendung Circus HalliGalli war er als Autor tätig und moderierte für den ehemaligen Musik-Internetsender tape.tv.
Von November 2016 bis Mai 2019 war er bei Rocket Beans TV (RBTV) als Redakteur und Moderator festangestellt tätig und somit zuständig für Gags, MAZen, Ideen und Drehbücher für verschiedene Formate. Er kündigte an, weiterhin regelmäßig, aber selten, dort zu sehen zu sein, vor allem um seine Sendung Bada Binge zu moderieren.
Mit Nilz Bokelberg und Markus Herrmann startete er 2015 den Podcast Gästeliste Geisterbahn aus dem er zum Ende 2024 ausschied. Dort trat er häufig als Stimmenimitator in Erscheinung. Am 20. November 2015 war er Gast im Podcast DAS PODCAST UFO. Seit Januar 2021 veröffentlicht O’Sullivan einen eigenen Podcast mit dem Titel That’s What He Said.
Seit seinem Ausstieg bei Rocket Beans TV im Jahr 2019 streamt O’Sullivan regelmäßig auf der Streaming-Plattform Twitch. Der Fokus liegt hier stark auf dem Präsentieren verschiedener Videospiele sowie sogenannten „Just Chatting“-Streams, in welchen er sich mit dem Chat unterhält, auf andere Videos reagiert (sog. „Reactions“) oder „Tier Lists“ anfertigt.
Unter dem Künstlernamen Donnie Dubson veröffentlichte er zwischen 2006 und 2009 drei Singles und eine EP im Genre Liquid Drum and Bass. Als Dubson war er auf diversen Samplern vertreten. 2017 veröffentlichte er unter dem Künstlernamen Yung Don (¥UNG DON) eine Single auf dem RBTV-Kanal.
O’Sullivan ist ledig und lebt in Berlin.

## Diskografie

### Alben
- 2011: Monday Is the New Sunday (Fokuz Recordings)

### EPs
- 2008: Anti Depressing Soul Music (Have-A-Break Recordings)
- 2012: Transition (Fokuz Recordings)

### Singles
- 2006: 'Beyond Infinity/Hills of Zion' - (Have-A-Break Recordings)
- 2007: 'Nation Wide/Rolling Home' - (Have-A-Break Recordings)
- 2007: 'Chronicles of the Deep (The Prologue)' - (Fokuz Recordings)
- 2007: 'Zero Gravity/Intentions' - (Have-A-Break Recordings)
- 2009: 'Grapefruit/Battlecat' - (Influenza Media)
- 2013: 'Muted Horns/Silver Plate' - (Fokuz Recordings)
- 2017: 'Was ich brauch' - (als ¥UNG DON, Rocket Beans TV)
- 2025: 'Spürst du den Bass (Innerlich)' - (als DJ Lötzinn, self released)